# Savigny-sur-Braye
Savigny-sur-Braye é uma comuna francesa na região administrativa do Centro, no departamento Loir-et-Cher. Estende-se por uma área de 68,1 km². Em 2010 a comuna tinha 2 015 habitantes (densidade: 29,6 hab./km²).